# П'ять пальців
П'ять пальців — оглядовий майданчик на північному боці гори Дахштайн у Верхній Австрії. Отримав свою назву завдяки подібним до п'яти пальців консольним виступам, що нависають над прірвою.
Регіон Гальштатт / Дахштайн-Зальцкаммергут є надзвичайним прикладом природного ландшафту унікальної краси і наукового значення, за що увійшов до об'єктів Світової спадщини ЮНЕСКО. «П'ять пальців», розташований на висоті 2108 над рівнем моря над Гальштаттським озером, пропонує панораму цього унікального ландшафту. До оглядового майданчика можна дістатися за 20 хвилин пішки від станції гірської канатної дороги Кріппенштайн, поблизу міста Обертраун.
Офіційне відкриття платформи відбулося у жовтні 2006 року. Вона створена за проєктом австрійського архітектора Дітера Вальманна (нім. Dieter Wallmann), якому належить авторство цілої низки відомих оглядових платформ: AlpspiX, Корал в тірольському Парку динозаврів, Скайвок греблі Кельбрейн (Каринтія) тощо.
Довжина «пальців» становить 4 метри, ширина — 1 м, глибина до схилу гори становить близько 400 метрів. Кожен з пальців має власні особливості.
Перший (зліва направо) «палець» обладнаний рамою в бароковому стилі, призначеною для створення відвідувачами «обрамлених» сувенірних фотографій краєвиду та портретів на його тлі.
Другий «палець» має скляну підлогу, через яку туристи мають можливість дивитися прямо в безодню.
Третій, коротший за інші, «палець» символізує необмежену свободу гір. Він обладнаний трампліном, доступ до якого закрито.

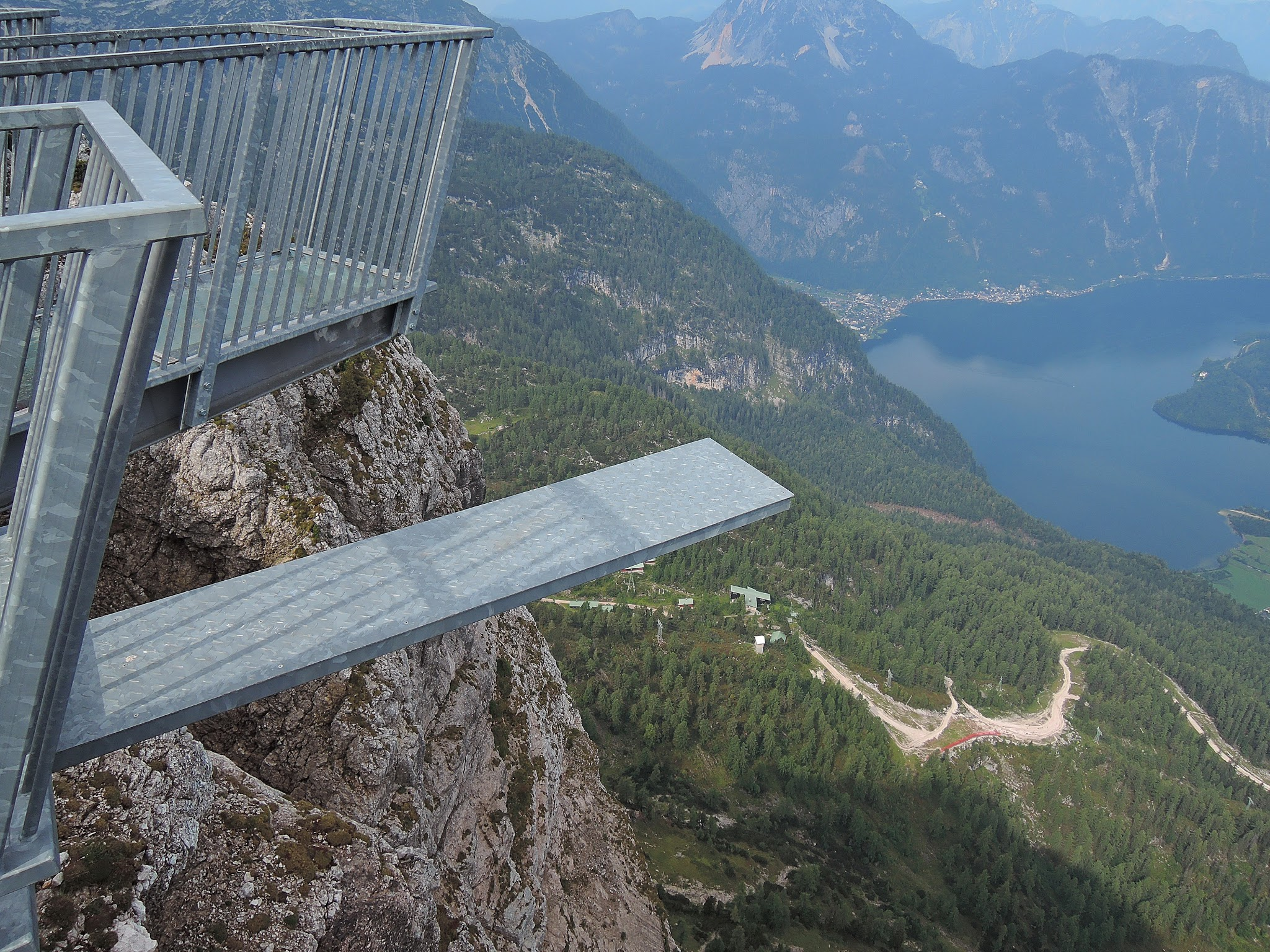
«Палець» з трампліном

Четвертий «палець» має отвір в підлозі з краєвидом на прірву.
На п'ятому «пальці» встановлений телескоп з вільним доступом.
Оглядовий майданчик має електричне освітлення, тому ввечері його можна побачити з міст Гальштатт та Обертраун.